# Lasianthus rabilii
Lasianthus rabilii är en måreväxtart som beskrevs av William Grant Craib. Lasianthus rabilii ingår i släktet Lasianthus och familjen måreväxter.
Artens utbredningsområde är Thailand. Inga underarter finns listade i Catalogue of Life.